# Nanostreptus armatus
Nanostreptus armatus är en mångfotingart som först beskrevs av Karl Wilhelm Verhoeff 1941.  Nanostreptus armatus ingår i släktet Nanostreptus och familjen Spirostreptidae. Inga underarter finns listade i Catalogue of Life.